# Йоахим Щандфест
Йоахим Щандфест (на немски: Joachim Standfest) е роден на 30 май 1980 г. в Леобен, Австрия. Той е австрийски футболист и играе за националния отбор на страната.

## Статистика
- 195 мача и 12 гола за Грацер АК (1998 – 2006)
- 66 мача и 2 гола за ФК Аустрия Виена (2007-настояще)